# Ronde van Frankrijk 2018/Zestiende etappe
De zestiende etappe in de Ronde van Frankrijk van Carcassonne naar Bagnères-de-Luchon in 2018 werd gewonnen door Julian Alaphilippe. Deze etappe bevatte 3 beklimmingen in de Pyreneeën.